# Los de la mesa 10
Los de la mesa 10 és una pel·lícula de l'Argentina en blanc i negre dirigida per Simón Feldman, també autor del guió en col·laboració amb Osvaldo Dragún segons l'obra teatral homònima d'aquest últim. És un drama que es va estrenar el 18 d'octubre de 1960 i els seus protagonistes principals són María Aurelia Bisutti, Emilio Alfaro i Luis Medina Castro.

## Sinopsi
El film es refereix al romanç entre un jove mecànic de procedència obrera i una estudiant universitària procedent d'una acomodada família de professionals que enfronten les dificultats originades en les seves diferents procedències socials.

## Repartiment
Van col·laborar en el film els següents intèrprets:
- María Aurelia Bisutti... María/ Mariquita
- Emilio Alfaro... José
- Luis Medina Castro... Mario
- Frank Nelson
- Susana Mayo
- María Cristina Laurenz... Elisa
- Menchu Quesada... Mare de María
- Jorge Larrea... Pare de María
- Pedro Buchardo... Pare de José
- Blanca Tapia... Mare de José
- Fernando "Tacholas" Iglesias... Mosso de bar
- Hugo Caprera... Professor

## Crítiques
El crític Jorge Miguel Couselo a la seva crònica pel diari Correo de la Tarde va comentar:
| « | Poques vegades […] la joventut ha estat portada al cinema argentí amb tal grau de sensibilitat i comprensió, sense galants anodins, ingènues en almívar ni romanços d'almanac. […] Clima d'intimitat, sense cap artifici. | » |

Raúl Manrupe i María Alejandra Portela opinen:
| « | Bon tractament d'un tema etern i una pel·lícula injustament oblidada en parlar de la dècada. | » |